# Wilhelm Hasse
Wilhelm Otto Oswald Hasse (Neiße, 24 november 1894 – Písek, 21 mei 1945) was een Duitse General der Infanterie van de Wehrmacht tijdens de Tweede Wereldoorlog.

## Eerste Wereldoorlog en interbellum
Wilhelm Hasse trad op 6 oktober 1913 in dienst bij het Fuseliersregiment "Königin" (Schleswig-Holsteinisches) Nr. 86 van het Pruisische leger. Voor zijn opleiding werd hij op 1 juli 1914 naar de oorlogsschool in Kassel gestuurd. Het uitbreken van de Eerste Wereldoorlog maakte een vroegtijdige terugkeer naar zijn stamregiment noodzakelijk, en Hasse werd daar vanaf 8 augustus 1914 aanvankelijk als pelotonscommandant ingezet. Na een verwonding werd hij op 4 oktober 1914 bevorderd tot luitenant. Gedurende de verdere oorlogsvoering werd hij opnieuw gewond, diende vanaf 1917 als stafofficier en ontving voor zijn verdiensten naast het IJzeren Kruis van beide klassen ook het Ridderkruis van de Koninklijke Huisorde van Hohenzollern met zwaarden, evenals het Hanzeatenkruis van de stad Hamburg en het Gewondeninsigne in zwart.
Na het einde van de oorlog en de demobilisatie van zijn regiment was Hasse aanvankelijk actief in een vrijkorps, voordat hij in augustus 1919 werd opgenomen in de Voorlopige Reichswehr. In februari 1927 werd Hasse bevorderd tot kapitein, in februari 1934 tot majoor, in augustus 1936 tot luitenant-kolonel en in maart 1939 tot kolonel.

## Tweede Wereldoorlog
Tijdens de Duitse inval in Polen werd Hasse de Eerste Generale Stafofficier van het 2e Leger, dat al op 2 september 1939 werd omgedoopt tot Heeresgruppe Nord. In december 1940 werd hij chef van de generale staf van het 18e Leger. Met dit leger nam hij deel aan de inval in de Sovjet-Unie in juni 1941, later ook aan de belegering van Leningrad.
In februari 1942 werd Hasse bevorderd tot generaal-majoor, in januari 1943 tot luitenant-generaal en vervolgens overgeplaatst naar de Führerreserve. Pas in november 1943 kwam hij weer in actie als bevelhebber van de 30e Infanteriedivisie. In juli 1944 kreeg hij het bevel over het II. Armeekorps. Met zijn benoeming tot generaal der infanterie in augustus 1944 werd Hasse de bevelhebber van dit korps; in dezelfde maand werd hij onderscheiden met het Ridderkruis van het IJzeren Kruis. Hij leidde het 2e Legerkorps tijdens de eerste drie Slagen om Koerland. Op 15 januari 1945 werd Hasse opnieuw overgeplaatst naar de Führerreserve; de dag ervoor ontving hij de Eikenloof bij het Ridderkruis (698e toekenning).
Op 30 maart 1945 nam Hasse het commando over de 17e Leger over, die op dat moment in zijn Silezische thuisland vocht, maar nog slechts uit restanten bestond. Begin mei 1945 werd hij ernstig gewond en raakte hij in Sovjet-oorlogsgevangenschap. Daar bezweek hij op 21 mei 1945 in het kamp Pisek aan zijn verwondingen.

## Carrière
- General der Infanterie: 1 augustus 1944[8][9][2][10]
- Generalleutnant: 1 januari 1943[8][9][2][10]
- Generalmajor: 1 februari 1942[8][2][10]
- Oberst i.G.: 1 maart 1939[9][2]
- Oberstleutnant i.G.: 1 augustus 1936[9][2]
- Major: 1 februari 1934[9][2]
- Hauptmann: 1 februari 1927[9][2]
- Oberleutnant: 20 juni 1918[9][2]
- Leutnant: 4 oktober 1914[9][2]
- Fähnrich: 19 juni 1914[2]
- Fahnenjunker (aspirant-officier): 1 oktober 1913[9], 6 oktober 1913[2]

## Onderscheidingen
Selectie:
- Ridderkruis van het IJzeren Kruis met Eikenloof (nr.698) op 14 januari 1945[10][8] als General der Infanterie en Commandant van het 2e Legerkorps[11][9][2]
- Ridderkruis van het IJzeren Kruis (nr.3373) op 12 augustus 1944[8][10] als Generalleutnant en Commandant van de 30e Infanteriedivisie[11][9][2]
- IJzeren Kruis 1914, 1e Klasse (21 april 1915[2]) en 2e Klasse (17 september 1914[2])
- Herhalingsgesp bij IJzeren Kruis 1939, 1e Klasse (2 oktober 1939[9][2]) en 2e Klasse (11 september 1939[9][2])
- Duits Kruis in goud op 26 januari 1942[12][10] als Oberst i.G. in de Generale Staf van het AOK 18[11][9][2]